# Farfarsparadoxen
Farfarsparadoxen är en vanlig fråga inom tidsreseberättelser som handlar om huruvida det vore möjligt att resa bakåt i tiden och döda sin egen farfar innan ens fadern har blivit till. Om man lyckas innebär det att man har förhindrat sin egen födelse, vilket i sin tur innebär att man aldrig gjorde tidsresan och därför heller aldrig har hindrat sin egen födelse.
Problemet är egentligen mer avancerat än bara en fråga om att existera.

## Lösningar
Det finns olika teoretiska lösningar på farfarsparadoxen. En av de mest populära är att man genom att ändra sitt förflutna skapar en alternativ verklighet eller ett parallellt universum.
Ett annat förslag på är att det finns en naturlag som hindrar en från att ändra historien, så att om man försöker skjuta sin farfar kommer man alltid att missa: ett utvecklingsförlopp styrt av ödet.
Ytterligare ett förslag är att tidsresenärer förbinder sig att inte påverka historien; se prime directive.

## Farfarsparadoxen i kulturen
- Terminator 2
- Tillbaka till framtiden
- The Butterfly Effect